# Liste des primats actuels des Églises orientales
Cette page tient une liste des primats actuels des Églises orientales.

## Églises des deux conciles
- Église apostolique assyrienne de l’Orient : Mar Awa III depuis 2021.
  - Église malabare orthodoxe : Mar Aprem Mooken depuis 1968.
- Ancienne Église de l’Orient : Mar Gewargis III Younan depuis 2023.

## Églises des trois conciles
- Église copte orthodoxe : Théodore II depuis le 4 novembre 2012.
- Église éthiopienne orthodoxe : Abune Mathias depuis le 28 février 2013 et Abuna Merkorios.
- Église érythréenne orthodoxe : Qerlos Ier depuis 2021.
- Église syriaque orthodoxe : Ignace Ephrem II Karim depuis le 31 mars 2014.
  - Église syro-malankare orthodoxe : Baselios Thomas Ier depuis le 26 juillet 2002.
- Église malankare orthodoxe : Baselios Marthoma Mathews III depuis le 14 octobre 2021.
- Catholicossat de tous les Arméniens de l’Église apostolique arménienne : Garéguine II depuis le 27 octobre 1999.
- Catholicossat arménien de Cilicie : Aram Ier depuis le 28 juin 1995.
- Église malabare indépendante : Cyril Mar Baselios Ier depuis le 10 mars 2001.

### Églises indépendantes non reconnues
- Église orthodoxe britannique : Mar Seraphim Ier depuis 1994.

## Églises orthodoxes

### Églises autocéphales

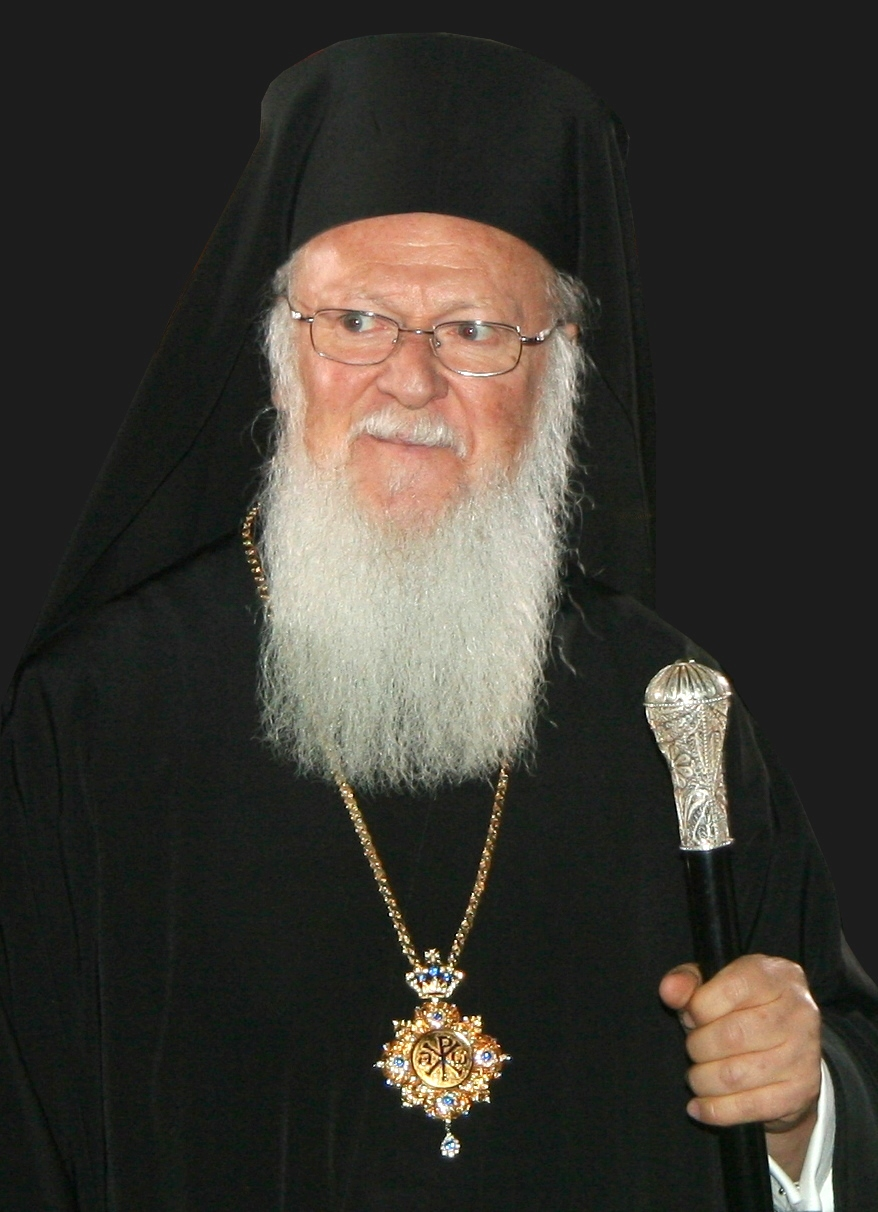
Bartholomée Ier de Constantinople.

- Église orthodoxe de Constantinople : Bartholomée Ier depuis le 2 novembre 1991.
- Église orthodoxe d’Alexandrie : Théodore II depuis le 9 octobre 2004.
- Église orthodoxe d’Antioche : Jean X d’Antioche depuis le 17 décembre 2012.
- Église orthodoxe de Jérusalem : Théophile III depuis le 22 août 2005.
- Église orthodoxe russe : Cyrille depuis le 27 janvier 2009.
- Église orthodoxe serbe : Porphyre depuis le 19 février 2021.
- Église orthodoxe roumaine : Daniel depuis le 12 septembre 2007.
- Église orthodoxe bulgare : Néophyte depuis le 24 février 2013.
- Église orthodoxe géorgienne : Élie II depuis le 23 décembre 1977.
- Église de Chypre : Georges III depuis le 24 décembre 2022.
- Église de Grèce : Hiéronyme II depuis le 16 février 2008.
- Église orthodoxe d’Albanie : Joani Pelushi (en) depuis le 16 mars 2025
- Église orthodoxe de Pologne : Sabas depuis 1998.
- Église orthodoxe des Terres tchèques et de Slovaquie : Rostislav depuis 2014.
- Église orthodoxe d’Ukraine : Épiphane depuis le 15 décembre 2018.
- Église orthodoxe en Amérique : Tikhon depuis le 13 novembre 2012.
- Église orthodoxe macédonienne : Stéphane depuis le 10 octobre 1999.

### Églises autonomes
- Église orthodoxe du Sinaï (Patriarcat de Jérusalem) : Damien depuis 1973.
- Église orthodoxe de Finlande (Patriarcat œcuménique) : Léon depuis le 25 octobre 2001.
- Église orthodoxe du Japon (Patriarcat de Moscou) : Daniel depuis 2000.
- Église orthodoxe d’Estonie (Patriarcat œcuménique) : Stéphane depuis le 16 mars 1999.
- Église orthodoxe d’Estonie (Patriarcat de Moscou) : Eugène.
- Église orthodoxe d’Ukraine (Patriarcat de Moscou) : Onuphre depuis le 13 août 2014.
- Église orthodoxe de Lettonie (Patriarcat de Moscou) : Alexandre depuis le 23 juillet 1989.
- Église orthodoxe de Biélorussie (Patriarcat de Moscou) : Benjamin (pl) depuis 2020.
- Église orthodoxe de Moldavie (Patriarcat de Roumanie) : Pierre (en) depuis 1992.
- Église orthodoxe de Moldavie (Patriarcat de Moscou) : Vladimir depuis 1989.
- Église orthodoxe russe hors frontières (Patriarcat de Moscou) : Hilarion depuis le 12 mai 2008.

### Églises indépendantes non reconnues
- Église orthodoxe d’Ukraine (« Patriarcat de Kiev ») : Philarète depuis octobre 1995.
- Église orthodoxe monténégrine : Boris Bojović depuis le 4 septembre 2023.
- Église orthodoxe autocéphale biélorusse : Svitaslau (Lohin) depuis 2008.
- Église des vrais chrétiens orthodoxes de Grèce - Synode chrysostomite : Kallinikos depuis octobre 2010.
- Église orthodoxe vieille-calendariste de Roumanie : Demosten Ioniță (ro) depuis 2022.

### Vieux-croyants
- Église orthodoxe vieille-ritualiste russe : Corneille depuis le 18 octobre 2005.
- Église orthodoxe vieille-ritualiste lipovène : Léonce depuis le 24 octobre 1996.
- Église vieille-orthodoxe russe : Alexandre depuis 2000.

## Églises catholiques orientales

### Églises patriarcales
L’ordinaire (« patriarche ») est désigné par le synode des évêques de l’Église et confirmé par le pape.
- Église maronite : Bechara Boutros al-Rahi depuis le 15 mars 2011.
- Église catholique copte : Ibrahim Isaac Sidrak depuis le 18 janvier 2013.
- Église catholique arménienne : Raphaël Bedros XXI Minassian depuis le 23 septembre 2021.
- Église catholique syriaque : Ignace Joseph III Younan depuis le 21 janvier 2009.
- Église grecque-catholique melkite : Joseph Absi depuis 2017.
- Église catholique chaldéenne : Louis Raphaël Ier Sako depuis 2013.

### Églises archiépiscopales majeures
L’ordinaire (« archevêque majeur ») est désigné par le synode des évêques de l’Église et confirmé par le pape.
- Église grecque-catholique ukrainienne : Sviatoslav Schevchuk depuis le 25 mars 2011.
- Église catholique syro-malabare : Raphael Thattil depuis le 9 janvier 2024.
- Église catholique syro-malankare : Baselios Cleemis depuis le 10 février 2007.
- Église grecque-catholique roumaine : Lucian Muresan depuis 1994.

### Églises métropolitaines
L’ordinaire (« métropolite ») est désigné par le pape.
- Église catholique byzantine : William  Skurla depuis 2012.
- Église catholique éthiopienne : Berhaneyesus Demerew Souraphiel depuis 1999.
- Église catholique érythréenne : Menghesteab Tesfamariam depuis 2015.
- Église grecque-catholique slovaque : Jonáš Maxim.
- Église grecque-catholique hongroise : Fülöp Kocsis depuis 2008.

### Églises épiscopales
L’ordinaire est désigné par le pape.[réf. souhaitée]
- Église grecque-catholique bulgare : Christo Proykov depuis 1995.
- Église grecque-catholique croate : Milan Stipić depuis septembre 2020.
- Église grecque-catholique macédonienne : Kiro Stojanov depuis 2005.
- Église grecque-catholique albanaise : vacant, administrateur Giovanni Peragine (it) depuis 2017.
- Église grecque-catholique italo-albanaise : Donato Oliverio depuis 2012.
- Église catholique byzantine grecque : Manuel Nin depuis 2016.
- Église grecque-catholique biélorusse : vacant, Jan Sergiusz Gajek: visiteur apostolique depuis 1994, administrateur apostolique depuis 2023.
- Église grecque-catholique russe : vacant, administrateur apostolique Joseph Werth depuis 1999.

## Autres Églises orientales
- Église malankare Mar Thoma : Theodosius Mar Thoma depuis le 14 novembre 2020.